# Yagul
Yagul (do zapoteco Ya-gule, árvore ou pau seco) é um sítio arqueológico zapoteca pré-colombiano situado a 36 km de Oaxaca no México. Apesar de as ruínas que se podem ver actualmente corresponderem ao florescimento de Yagul como cidade no seguimento do declínio de Monte Albán (750 - 1500), existem vestígios de ocupação humana da área desde pelo menos 3 000 a.C., nomeadamente em Caballito Blanco, onde entre outros vestígios se podem encontrar pinturas rupestres feitas pelos primeiros povoadores da região de Oaxaca. Com o abandono de Monte Albán cerca do ano 800, os seus habitantes estabeleceram-se em vários pequenos centros como Lambityeco, Mitla e Yagul. A implantação de novas construções parou pela mesma altura que se iniciou a construção dos edifícios quadrangulares de Mitla. 

## Organização do sítio

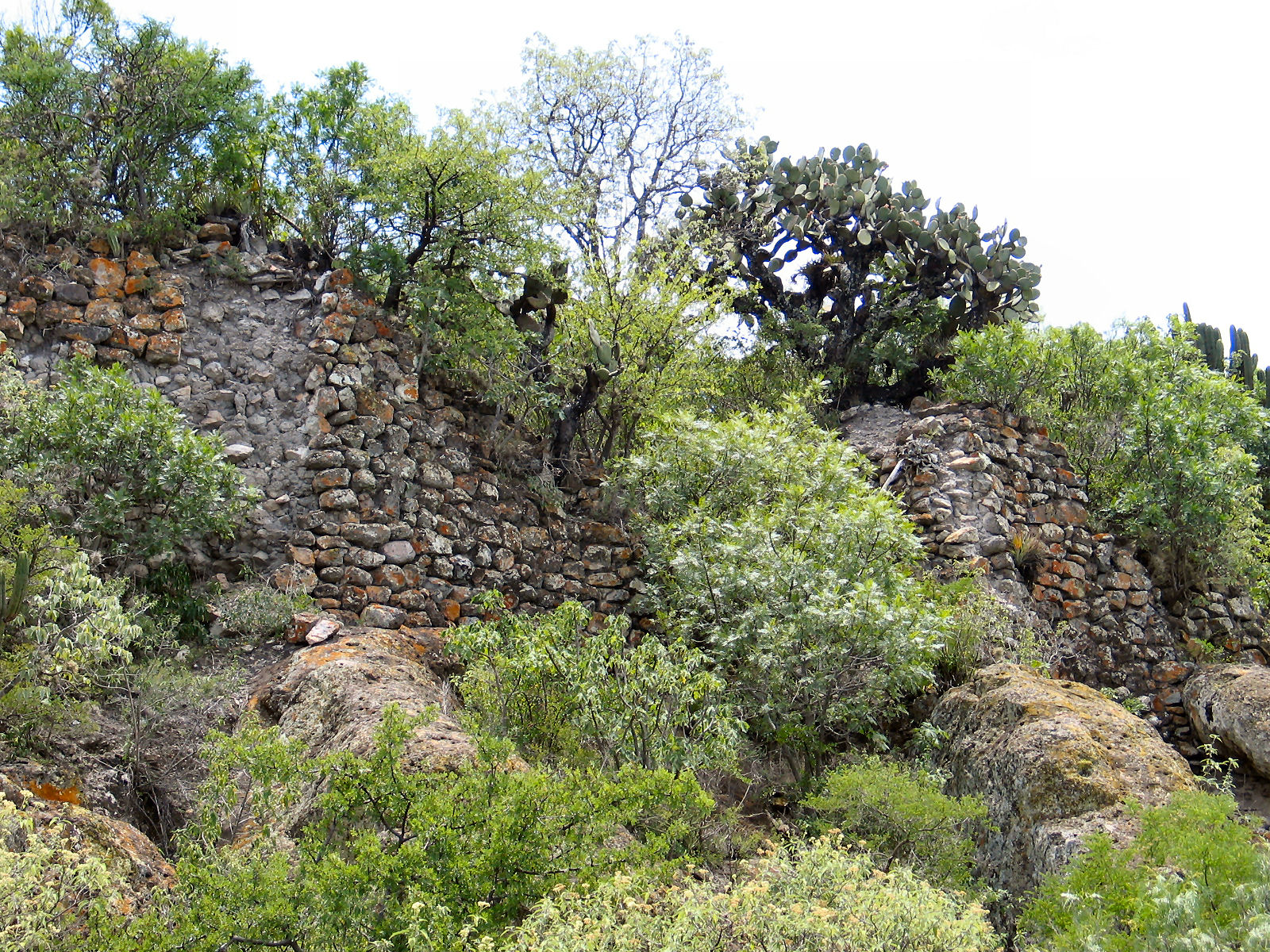
Aspecto do muro da fortaleza

O sítio está implantado em redor de uma colina, e pode dividir-se em três áreas principais:

### Fortaleza
Situada no alto da colina próxima, protegida por muros naturais e artificiais, constituía um excelente ponto de observação sobre todo o vale de Tlacolula.

### Área de habitações comuns
Situada em redor da colina, pouco explorada.

### Centro cerimonial

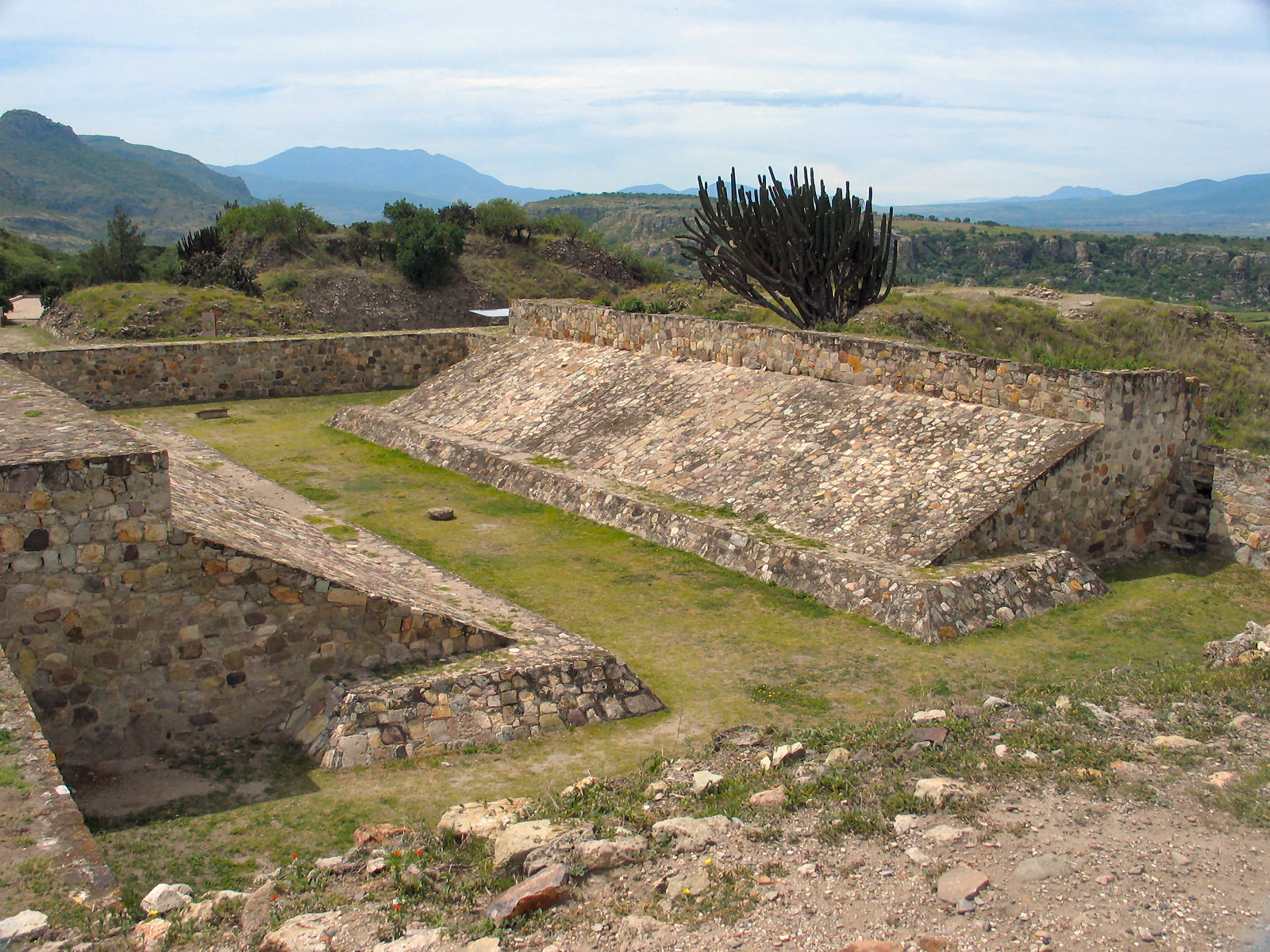
Campo de jogo de bola de Yagul

Constitui a quase totalidade da área escavada e inclui a maioria das estruturas actualmente visíveis. Entre elas destacam-se:
- Pátio do túmulo triplo - composto por um pátio central rodeado por quatro divisões. No pátio existe um adoratório e um monolito zoomorfo (jaguar ou rã) e sob a divisão situada do lado oeste encontra-se um túmulo com três câmaras funerárias.

- Campo de jogo de bola - considerado o maior campo de jogo de bola entre os que se conhecem na região de Oaxaca e o segundo maior da Mesoamérica.

- Sala do conselho - que se julga ser o lugar onde os chefes de Yagul se reuniam e que anteriormente se encontrava revestido por mosaicos de pedra.

- Palácio dos seis pátios - muito parecido com o Grupo das colunas de Mitla, teria sido a habitação dos governantes de Yagul. Cada um dos pátios está rodeado por várias divisões, cujas paredes são constituídas por pedra e barro cobertos por estuque. O piso foi feito com estuque pintado de vermelho. Numa das divisões encontra-se um trono. Considerado o maior dos palácios das zonas arqueológicas de Oaxaca.